# In Ekker
In Ekker (arabisch عين أكر) (weitere Schreibweisen: In Ecker oder In Eker) ist ein algerischer Ort am westlichen Rand des Hoggar-Gebirges in der Sahara, etwa 150 km nordnordwestlich von Tamanrasset. Der Ort liegt direkt an der Nationalstraße 1 bzw. dem Algier-Lagos-Highway.

## Militärisches Versuchszentrum
In der Nähe von In Ekker betrieb Frankreich, bis zum Ende des Algerienkriegs Kolonialmacht in Algerien, ein Versuchszentrum des Militärs („Centre d'expérimentations militaires des oasis, CEMO“). Dort wurden zwischen dem 7. November 1961 und dem 16. Februar 1966 13 Kernwaffentests durchgeführt. Den einzelnen Sprengungen gaben die Militärs Namen von Edelsteinen; die Versuchsreihe als Ganzes nannten sie „les pierres précieuses“ (die kostbaren Steine).
Von den 13 Atomtests kam es bei vier zu Zwischenfällen, der Schlimmste war der Accident de Béryl (Unfall von Beryl). Bei der unterirdischen Explosion schmolz Gestein und mehrere hundert Tonnen strahlender Lava wurde aus dem 1300 m langen und mehrfach versiegelten Tunnel im Berg geschleudert. Eine Wolke radioaktiven Gases verbreitete sich 2,6 km weiter in die Atmosphäre und kontaminierte die Umgebung und rund 2000 Beobachter des Atomtest, darunter auch Militärs und Regierungsbeamte.
| Datum             | Name       | Sprengkraft |
| ----------------- | ---------- | ----------- |
| 7. November 1961  | Agate      | 10 kT TNT   |
| 1. Mai 1962       | Béryl      | 40 kT TNT   |
| 18. März 1963     | Emeraude   | 10 kT TNT   |
| 30. März 1963     | Améthyste  | 2,5 kT TNT  |
| 20. Oktober 1963  | Rubis      | 52 kT TNT   |
| 14. Februar 1964  | Opale      | 3 kT TNT    |
| 15. Juni 1964     | Topaze     | 2,5 kT TNT  |
| 28. November 1964 | Turquoise  | 10 kT TNT   |
| 27. Februar 1965  | Saphir     | 127 kT TNT  |
| 30. Mai 1965      | Jade       | 2,5 kT TNT  |
| 1. Oktober 1965   | Corindon   | 2,5 kT TNT  |
| 1. Dezember 1965  | Tourmaline | 10 kT TNT   |
| 16. Februar 1966  | Grenat     | 13 kT TNT   |

Die französische Armee hat das Gelände 1967 endgültig verlassen; dies war in den Verträgen von Evian (Ende des Algerienkrieges) so vereinbart worden.

## Sonstiges
Frankreich trat dem Vertrag über das Verbot von Kernwaffenversuchen in der Atmosphäre, im Weltraum und unter Wasser bis heute (2024) nicht bei.